# Liste von Terroranschlägen in Nepal
Die Liste von Terroranschlägen in Nepal beinhaltet eine Übersicht über in Nepal verübte Terroranschläge.

## Erläuterung
In der Spalte Politische Ausrichtung ist die politische bzw. weltanschauliche Einordnung der Täter angegeben: faschistisch, rassistisch, nationalistisch, nationalsozialistisch, sozialistisch, kommunistisch, antiimperialistisch, islamistisch (schiitisch, sunnitisch, deobandisch, salafistisch, wahhabitisch), hinduistisch. Bei vorrangig auf staatliche Unabhängigkeit oder Autonomie zielender Ausrichtung ist autonomistisch vorangestellt, gefolgt von der Region oder der Volksgruppe und ggf. weiteren Merkmalen der Täter: armenisch, irisch (katholisch), kurdisch, tirolisch, tschetschenisch, dagestanisch, punjabisch (sikhistisch), palästinensisch.
Die Opferzahlen der Anschläge werden farbig dargestellt:

Die Zahl bei den Anschlägen getöteter/verletzter Täter ist in Klammern ( ) gesetzt.

## Vor 1996
| Datum/Beginn   | Ort       | Artikel/Quelle(n) | Täter            | Politische Ausrichtung | Mittel | Ziel             | Tote | Verletzte | Hintergrund |
| -------------- | --------- | ----------------- | ---------------- | ---------------------- | ------ | ---------------- | ---- | --------- | ----------- |
| 06. April 1992 | Kathmandu | [ 1 ]             | Linksextremisten | linksextremistisch     |        | Polizeieinheiten | 6    | 37        |             |

## 1996–2006
| Datum/Beginn       | Ort                           | Artikel/Quelle(n) | Täter               | Politische Ausrichtung                                                     | Mittel                                         | Ziel                                                                  | Tote      | Verletzte | Hintergrund               |
| ------------------ | ----------------------------- | ----------------- | ------------------- | -------------------------------------------------------------------------- | ---------------------------------------------- | --------------------------------------------------------------------- | --------- | --------- | ------------------------- |
| 24. September 2000 | Entwicklungsregion Mittelwest | [ 2 ]             | Maoisten            | maoistisch                                                                 | Granaten, Sprengsätze                          | Regierungsgebäude, Bürgermeisterbüro, Gefängnis, Polizeihauptquartier | 14        | 40        | Nepalesischer Bürgerkrieg |
| 17. Februar 2002   | Mangalsen                     | [ 3 ]             | vermutlich Maoisten | maoistisch                                                                 | Schusswaffen, Brandstiftung                    | Regierungsgebäude, Polizisten, Zivilisten                             | 102       |           | Nepalesischer Bürgerkrieg |
| 17. Februar 2002   | Fernwest                      | [ 4 ]             | vermutlich Maoisten | maoistisch                                                                 | Schusswaffen                                   | Flughafen                                                             | 27        |           | Nepalesischer Bürgerkrieg |
| 29. März 2002      | Kathmandu                     | [ 5 ]             | vermutlich Maoisten | maoistisch                                                                 | Sprengsatz                                     | Brücke, Zivilisten                                                    | 0         | 20        | Nepalesischer Bürgerkrieg |
| 11. April 2002     | nahe Satbariya                | [ 6 ]             | Maoisten            | maoistisch                                                                 | Schusswaffen                                   | Zivilisten, Soldaten                                                  | 108 (+62) |           | Nepalesischer Bürgerkrieg |
| 07. Mai 2002       | Rolpa                         | [ 7 ]             | vermutlich Maoisten | maoistisch                                                                 |                                                | Polizisten, Soldaten                                                  | 140       |           | Nepalesischer Bürgerkrieg |
| 14. November 2002  | nahe Bhimeshwar               | [ 8 ]             | vermutlich Maoisten | maoistisch                                                                 | Landmine                                       | Passagierbus                                                          | 2         | 22        | Nepalesischer Bürgerkrieg |
| 12. Februar 2004   | Kabhrepalanchok               | [ 9 ]             | Maoisten            | maoistisch                                                                 | Landmine                                       | Passagierbus                                                          | 6         | 20        | Nepalesischer Bürgerkrieg |
| 02. März 2004      | Bhojpur                       | [ 10 ]            | Maoisten            | maoistisch                                                                 | Schusswaffen                                   | Bank, Polizisten                                                      | 31 (+10)  | 12        | Nepalesischer Bürgerkrieg |
| 21. März 2004      | Dhading                       | [ 11 ]            | CPN                 | kommunistisch, marxistisch-leninistisch, maoistisch, links-nationalistisch | Schusswaffen, Sprengstoff, Gefangenenbefreiung | Brücke, Bank, Regierungsbüros, Gefängnis, Flughafen                   | 18 (+500) | 16 (+200) | Nepalesischer Bürgerkrieg |
| 29. Juli 2004      | Nepalganj                     | [ 12 ]            | vermutlich Maoisten | maoistisch                                                                 | Sprengsatz                                     | Polizeifahrzeug                                                       | 0         | 30        | Nepalesischer Bürgerkrieg |
| 09. November 2004  | Kathmandu                     | [ 13 ]            | vermutlich Maoisten | maoistisch                                                                 | Sprengsatz                                     | Regierungsgebäude                                                     | 0         | 36        | Nepalesischer Bürgerkrieg |
| 07. April 2005     | Nepalganj                     | [ 14 ]            | Maoisten            | maoistisch                                                                 | Sprengstoff                                    | Tempel                                                                | 0         | 25        | Nepalesischer Bürgerkrieg |
| 06. Juni 2005      | Madi                          | [ 15 ]            | Maoisten            | maoistisch                                                                 | Sprengstoff                                    | Passagierbus                                                          | 53        | 72        | Nepalesischer Bürgerkrieg |
| 31. Januar 2006    | Tansen                        | [ 16 ]            | CPN                 | marxistisch-leninistisch-maoistisch                                        | Schusswaffen, Sprengsätze                      | Soldaten, Polizisten                                                  | 24        | 17        | Nepalesischer Bürgerkrieg |

## Seit 2007
| Datum/Beginn       | Ort             | Artikel/Quelle(n) | Täter                     | Politische Ausrichtung                                      | Mittel     | Ziel                     | Tote | Verletzte | Hintergrund |
| ------------------ | --------------- | ----------------- | ------------------------- | ----------------------------------------------------------- | ---------- | ------------------------ | ---- | --------- | ----------- |
| 19. Januar 2008    | nahe Biratnagar | [ 17 ]            | Terai Army                | autonomistisch                                              |            | Bus, Zivilisten          | 7    | 27        |             |
| 17. Mai 2009       | Dhanusha        | [ 18 ]            | Terai Rastriya Mukti Sena |                                                             | Sprengsatz | Bahnhof, Zug, Zivilisten | 0    | 30        |             |
| 14. August 2009    | Nigali          | [ 19 ]            | vermutlich CPI            | marxistisch-leninistisch, maoistisch, links-nationalistisch |            | Zivilisten               | 0    | 36        |             |
| 27. März 2011      |                 | [ 20 ]            |                           |                                                             | Sprengsatz | Passagierbus             | 1    | 22        |             |
| 13. September 2013 | Malangwa        | [ 21 ]            | Akhil Terai Mukti Morcha  |                                                             | Sprengsatz | Regierungsgebäude        | 0    | 25        |             |